# Геологический музей Китая
Геологический музей Китая (кит. 中国地质博物馆) — крупнейший геологический музей в Азии и один из старейших в Китае. Он основан в 1916 году, находится в пекинском районе Сичэн. Площадь музея составляет более 11 000 м2, имеется пять постоянных и два временных зала.

## Коллекция
Богатая коллекция музея пользуется высокой репутацией за рубежом. Хорошо систематизированный перечень экспонатов включает в себя более 200 тысяч образцов, которые охватывают разные области геологии.
Зал драгоценных камней разделён на две части: в первой представлены китайские нефриты, во второй — все остальные. Именно здесь хранится самый крупный драгоценный камень в мире — горный хрусталь весом 3,5 тонны. Палеонтологический зал хранит такие уникальные экспонаты, как окаменелости «шаньдунского дракона», первобытных птиц и других динозавров, а также других животных, в том числе древних людей. Также имеются залы «Земной шар», «минералы и породы», «территориальные ресурсы» и другие.

## Научная деятельность
Помимо образовательной цели музей также несёт научную функцию. Учреждение является своеобразной лабораторией и издательским центром. Всемирное признание получили исследования, организованные музеем и относящиеся к находкам ранних птиц в провинции Ляонин.